# Stanisław Malczewski (1787–1813)

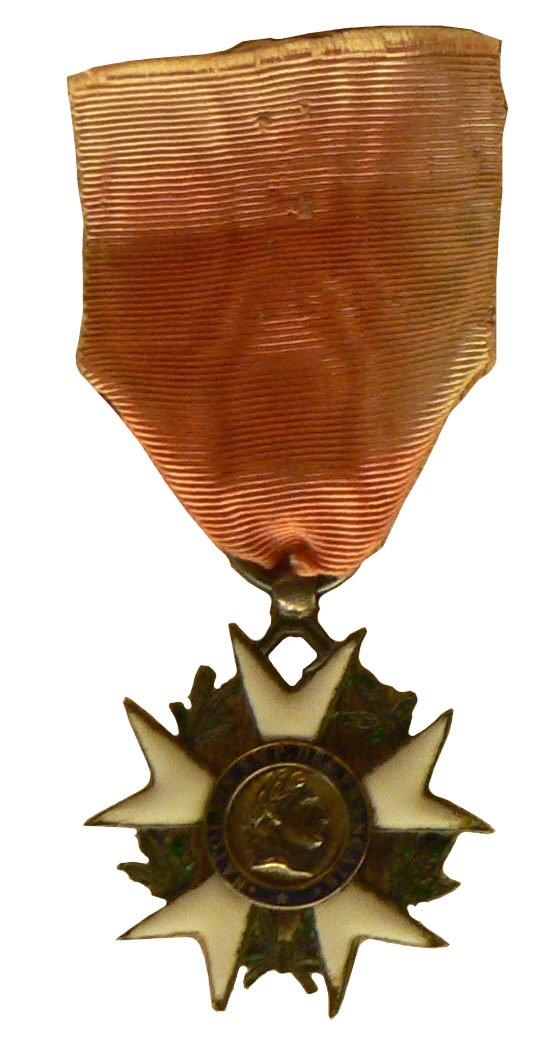
Legia Honorowa z 1804 r.

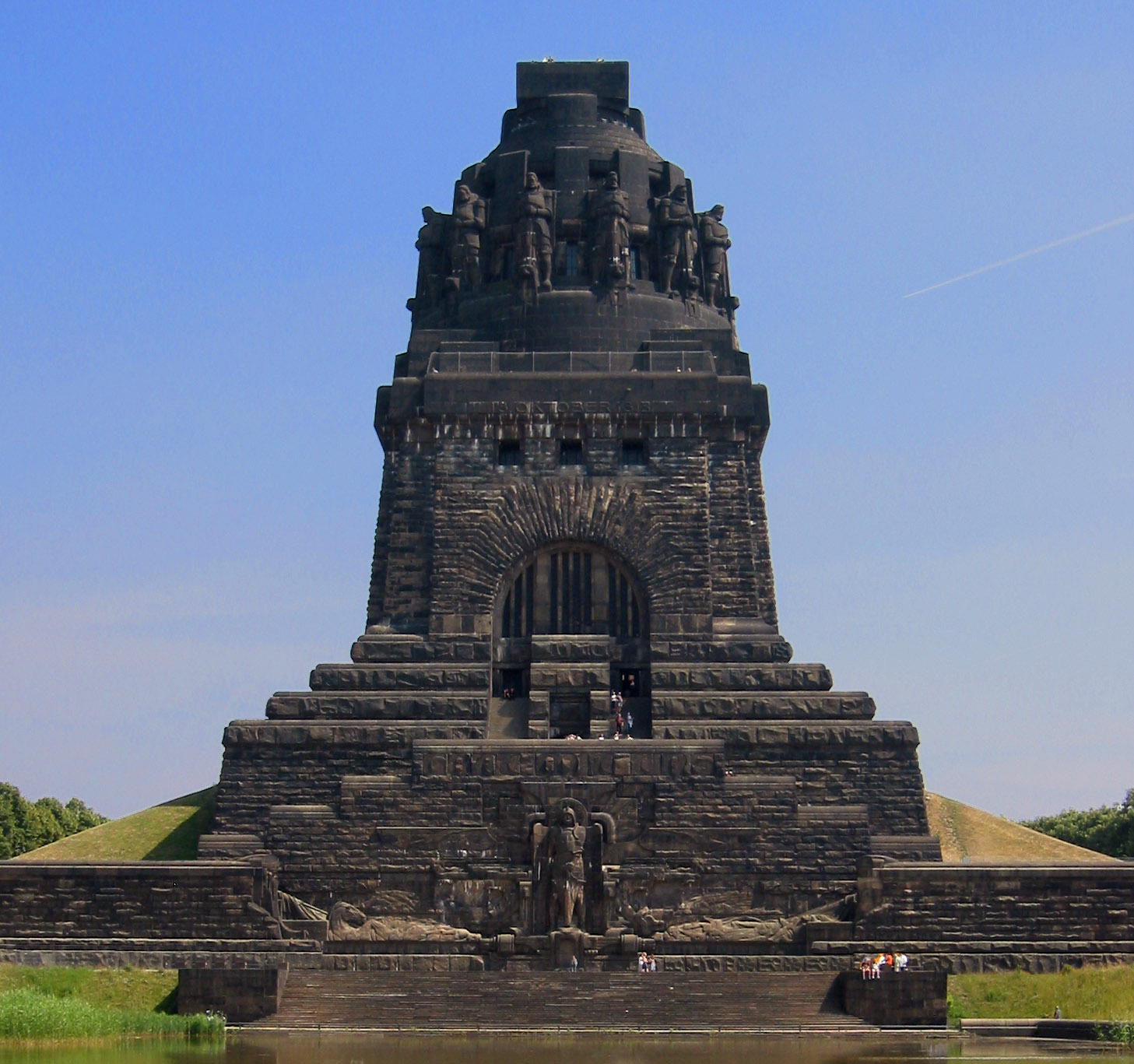
Pomnik Bitwy Narodów pod Lipskiem

Stanisław Malczewski (ur. 11 września 1787 w Purze w Galicji, poległ 19 października 1813 w bitwie pod Lipskiem).
Do jazdy polskiej wstąpił 20 grudnia 1806, gdzie błyskawicznie awansował. Kapralem został mianowany 2 kwietnia 1807, wachmistrzem 13 kwietnia, starszym wachmistrzem 3 maja, podporucznikiem 2 czerwca 1807, a po przejściu do pułku piechoty Księstwa Warszawskiego, w dniu 16 lipca 1807 został mianowany porucznikiem. W dniu 1 lutego 1808 odznaczony został krzyżem kawalerskim Virtuti Militari i otrzymał awans na kapitana w dniu 29 marca 1808. Od 8 września 1808 r. służył w sztabie 2. Dywizji Księstwa Warszawskiego pod dowództwem Józefa Zajączka.

## Lata 1809-1812
10 stycznia 1809 został skierowany do Francji z batalionem marsz. dla Legii Nadwiślańskiej. Po przybyciu 19 lutego i zdaniu batalionu w zakładzie (depôt) w Sedanie, poprosił 6 marca 1809 o przyjęcie do sztabu wojska francuskiego. Po kilku dniach, został przydzielony 14 marca do sztabu francuskiej Armii Niemiec, gdzie pełnił służbę jako oficer Księstwa Warszawskiego. W dniu 31 maja został mianowany szefem batalionu, a w dniu 15 czerwca 1809 został mianowany kawalerem Legii Honorowej.
Dekret z 4 marca 1810 stanowił, że ma pełnić służbę przy sztabie marszałka marszałka Berthiera jako szef batalionu Księstwa Warszawskiego na żołdzie francuskim.
Był dwukrotnie wysyłany do Hiszpanii z misją od sztabu do marszałka Soulta przed bitwą pod Albuerą (16 maja) oraz do marszałka Sucheta po zajęciu Walencji (10 stycznia 1812).
9 marca 1812 Mianowany szefem batalionu francuskiego, z przydziałem do sztabu głównego Wielkiej Armii.
Od dnia 23 sierpnia 1812 r. dowódca 2 Pułku Piechoty Legii Nadwiślańskiej po płk. Chłusowiczu. Brał udział w następujących bitwach: bitwa pod Borodino (Możajskiem) (7 września), pod Tarutino (pod Winkowem) (4 październik), bitwa nad Berezyną (28 listopada 1812). 

## Kampania 1813
Od dnia 11 lipca 1813 dowódca Pułku Piechoty Nadwiślańskiej (stworzonego z pozostałych Pułków Piechoty Legii Nadwiślańskiej). W tym też dniu został mianowany oficerem francuskiej Legii Honorowej.
W bitwie pod Lipskiem towarzyszył księciu Józefowi Poniatowskiemu, gdy ten prowadził atak przeciwko Prusakom. Stanisław Malczewski poległ w bitwie pod Lipskiem na skutek zdrady wojsk badeńskich.